# Асташевка
Аста́шевка — деревня Среднематрёнского сельсовета Добринского района Липецкой области на реке Матренке.

## История
По ревизским сказкам известно, что еще в 1740-е гг. в этих местах бывал майор Федор Остафьев (РСДемУ). По данным 1862 г. — деревня казенная Асташовка (Матренские выселки), при пруде, 10 дворов.

## Название
Название происходит от южнорусского диалектного произношения (Астахий) древнерусского имени Остафий, по служилым людям Остафьевым.

## Население
| 2010 |
| ---- |
| 27   |